# 藤井黎來
藤井 黎來（ふじい れいら、1999年9月17日 - ）は、秋田県仙北郡美郷町出身の元プロ野球選手（投手）。右投右打。

## 経歴

### プロ入り前
美郷町立仙南東小学校2年時に野球を始め、6年生から投手。美郷町立美郷中学校では軟式野球部に所属。
秋田県立大曲工業高等学校では1年秋からベンチ入り、2年夏に第98回全国高等学校野球選手権大会に出場。1回戦の花咲徳栄高校戦に先発も8回5失点、チームも1対6で敗れた。
3年夏に迎えた第99回全国高等学校野球選手権大会・秋田大会では3回戦の大曲農業高校戦でノーヒットノーランを達成。しかし準決勝で明桜高校に敗れ甲子園を逃す。
2017年10月26日に行われたドラフト会議にて広島東洋カープから育成ドラフト2位指名を受け、支度金300万円、年俸240万円（金額は推定）で合意して入団した。背番号は121。

### 広島時代
2018年は、二軍戦（ウエスタン・リーグ）1試合に登板した。
2019年は、二軍戦8試合に登板して、0勝1敗、防御率5.91という成績だった。
2020年は、二軍戦15試合に登板して、0勝1敗、防御率0.87と好成績を残し、9月26日に支配下登録された。背番号は58。10月8日の阪神戦（マツダスタジアム）でプロ初登板を果たし、1回を1安打無失点に抑えた。
2021年は、4月上旬に一軍昇格すると4試合連続無失点と好調であったが、4月28日のDeNA戦で8失点を喫した。翌日に一軍登録を抹消されると、再昇格することなくシーズンを終えた。
2023年は一軍での登板がなく、10月31日に戦力外通告を受け、シーズンオフに育成選手として再契約した。背番号は129。
2024年、10月8日に2年連続となる戦力外通告を受けた。

### 広島退団後
2025年からは同年から埼玉県野球連盟に加入した企業型クラブチームの3GoodGroup HOZEN noLIMITEDsに入団し、現役を継続する。

## 選手としての特徴・人物
直球は最速145km/hで、目標としている投手は広島OBでもある前田健太。
名前である「黎來」は父の「21世紀に向かって（活躍して）いってほしい」という願いから。新しい時代を表す「黎明」の『黎』と未来の『來』を取って名付けられた。

## 詳細情報

### 年度別投手成績
| 年 度     | 球 団     | 登 板 | 先 発 | 完 投 | 完 封 | 無 四 球 | 勝 利 | 敗 戦 | セ 丨 ブ | ホ 丨 ル ド | 勝 率 | 打 者 | 投 球 回 | 被 安 打 | 被 本 塁 打 | 与 四 球 | 敬 遠 | 与 死 球 | 奪 三 振 | 暴 投 | ボ 丨 ク | 失 点 | 自 責 点 | 防 御 率 | W H I P |
| --------- | --------- | ----- | ----- | ----- | ----- | -------- | ----- | ----- | -------- | ----------- | ----- | ----- | -------- | -------- | ----------- | -------- | ----- | -------- | -------- | ----- | -------- | ----- | -------- | -------- | ------- |
| 2020      | 広島      | 3     | 0     | 0     | 0     | 0        | 0     | 0     | 0        | 0           | ----  | 14    | 3.0      | 4        | 0           | 1        | 0     | 0        | 4        | 0     | 0        | 2     | 2        | 6.00     | 1.67    |
| 2021      | 広島      | 5     | 0     | 0     | 0     | 0        | 0     | 0     | 0        | 0           | ----  | 32    | 5.2      | 11       | 1           | 3        | 0     | 1        | 7        | 0     | 0        | 8     | 8        | 12.71    | 2.47    |
| 2022      | 広島      | 12    | 0     | 0     | 0     | 0        | 0     | 1     | 0        | 0           | .000  | 62    | 14.0     | 10       | 1           | 9        | 1     | 1        | 15       | 1     | 0        | 6     | 6        | 3.86     | 1.36    |
| 通算：3年 | 通算：3年 | 20    | 0     | 0     | 0     | 0        | 0     | 1     | 0        | 0           | .000  | 108   | 22.2     | 25       | 2           | 13       | 1     | 2        | 26       | 1     | 0        | 16    | 16       | 6.35     | 1.68    |

- 2023年度シーズン終了時

### 年度別守備成績
| 年 度 | 球 団 | 投手  | 投手  | 投手  | 投手  | 投手  | 投手     |
| 年 度 | 球 団 | 試 合 | 刺 殺 | 補 殺 | 失 策 | 併 殺 | 守 備 率 |
| ----- | ----- | ----- | ----- | ----- | ----- | ----- | -------- |
| 2020  | 広島  | 3     | 0     | 0     | 0     | 0     | ----     |
| 2021  | 広島  | 5     | 1     | 0     | 0     | 0     | 1.000    |
| 2022  | 広島  | 12    | 1     | 1     | 0     | 0     | 1.000    |
| 通算  | 通算  | 20    | 2     | 1     | 0     | 0     | 1.000    |

- 2023年度シーズン終了時

### 記録
初記録
- 初登板：2020年10月8日、対阪神タイガース20回戦（MAZDA Zoom-Zoom スタジアム広島）、7回表に3番手で救援登板、1回無失点
- 初奪三振：同上、7回表に小幡竜平から見逃し三振

### 背番号
- 121（2018年 - 2020年9月25日）
- 58（2020年9月26日 - 2023年）
- 129（2024年）

### 登場曲
- 「いとしのレイラ」デレク・アンド・ザ・ドミノス（2020年）[15]